# Trixagus sericeus
Trixagus sericeus är en skalbaggsart som först beskrevs av Leconte 1868.  Trixagus sericeus ingår i släktet Trixagus och familjen småknäppare. Inga underarter finns listade i Catalogue of Life.